# 梅里萨·辛迪·萨普特里
梅里萨·辛迪·萨普特里（1996年5月29日—），印尼女子羽毛球運動員。

## 簡歷
2016年11月，梅里萨·辛迪·萨普特里出戰印尼羽毛球國際挑戰賽，與尼萨克·普吉·莱斯塔里合作拿得女子雙打比賽亞軍。

## 主要比賽成績
只列出曾進入準決賽的國際賽事成績：
| 年份   | 賽事                   | 公開賽級別 | 項目     | 拍檔                 | 成績   |
| ------ | ---------------------- | ---------- | -------- | -------------------- | ------ |
| 2015年 | 新加坡羽毛球國際系列賽 | 國際系列賽 | 女子雙打 | 尼萨克·普吉·莱斯塔里 | 準決賽 |
| 2015年 | 越南羽毛球國際系列賽   | 國際系列賽 | 女子雙打 | 尼萨克·普吉·莱斯塔里 | 亞軍   |
| 2016年 | 印尼羽毛球國際挑戰賽   | 國際挑戰賽 | 女子雙打 | 尼萨克·普吉·莱斯塔里 | 亞軍   |
| 2017年 | 波蘭羽毛球公開賽       | 國際挑戰賽 | 女子雙打 | 尤尔费拉·巴卡        | 冠軍   |
| 2017年 | 新加坡羽毛球國際系列賽 | 國際系列賽 | 女子雙打 | 维尔尼·普特里        | 準決賽 |

| 2007-2017年 | 首要超級賽 | 超級賽 | 黃金大獎賽 | 大獎賽 | 國際挑戰賽 | 國際系列賽 | 未來系列賽 | 其他 |

| 2018-2026年 | 總決賽 | 超級1000賽 | 超級750賽 | 超級500賽 | 超級300賽 | 超級100賽 | 國際挑戰賽 | 國際系列賽 | 未來系列賽 | 其他 |